# Nikkurivier
De Nikkurivier (Zweeds: Nikkujoki) is een rivier die stroomt in de Zweedse gemeente Pajala. De rivier verzorgt de afwatering van een plaatselijk moeras Ylivuomo (boven moeras) genaamd. De rivier stroomt westwaarts en daarna zuidwaarts. Ze is ongeveer 9 kilometer lang, ze stroomt dan de Keräntörivier in.
Afwatering: Nikkurivier → Keräntörivier → Lainiorivier → Torne → Botnische Golf